# Thunderbolt (złącze komputerowe)
Thunderbolt (nazwa kodowa Light Peak) – standard przewodów, złączy i protokołów służących do łączenia różnych urządzeń elektronicznych.
Złącze pozwala na przesyłanie danych z prędkością do 10 Gb/s, z możliwością późniejszego zwiększenia do 100 Gb/s w przyszłości. Przy 10 Gb/s pełnometrażowy film zapisany w standardzie Blu-Ray można przesłać w 30 sekund. Standard z założenia jest następcą popularnych magistral, takich jak USB, FireWire czy HDMI, powstał z połączenia DisplayPort i wyprowadzonej na zewnątrz magistrali PCI Express x4, co umożliwia podłączanie za jego pomocą typowych kart rozszerzeń (jak karty graficzne), kontrolerów RAID czy monitorów. Teoretycznie jeden kabel światłowodowy w standardzie Thunderbolt mógłby zastąpić 50 kabli miedzianych, na przykład podczas kręcenia filmu. Demonstracja technologii Light Peak odbyła się 23 września 2009 podczas Intel Developer Forum.
Technologia została wyprodukowana przez firmę Intel we współpracy z Apple Inc. Intel rozpoczął dystrybucję Thunderbolt na początku 2011. Początkowo port Thunderbolt można było znaleźć w MacBookach Pro, MacBookach Air oraz w komputerach iMac i Mac Mini. W 2012 roku trafił do pecetów jako wyposażenie platformy Centrino „Chief River”. Acer i Lenovo jako pierwsi producenci pecetów wprowadzili Thunderbolt w swoich komputerach w takich modelach jak Aspire S5 oraz ThinkPad S430 i T430s. Również najwięksi producenci płyt głównych tacy jak Intel, Asus i MSI wprowadzili do oferty modele z portami Thunderbolt. W czerwcu 2013 roku Intel zaprezentował standard Thunderbolt 2 (nazwa kodowa Falcon Ridge) o przepustowości 20 Gbps i obsługujący strumieniowanie wideo w standardzie 4K.
W standardzie Thunderbolt 3 zwiększono maksymalną prędkość przesyłu do 40 Gb/s. Tworząc Thunderbolt 3, podjęto decyzję, że wersja 3 będzie alternatywnym trybem pracy dla USB 3.1. TB3 jest oparty na złączu typu USB-C, więc dla złączy z poprzednich wersji potrzebna jest przejściówka. Nowsza wersja standardu USB (USB4) została oparta na TB3 i wprowadzona została zgodność z TB.

## Charakterystyka

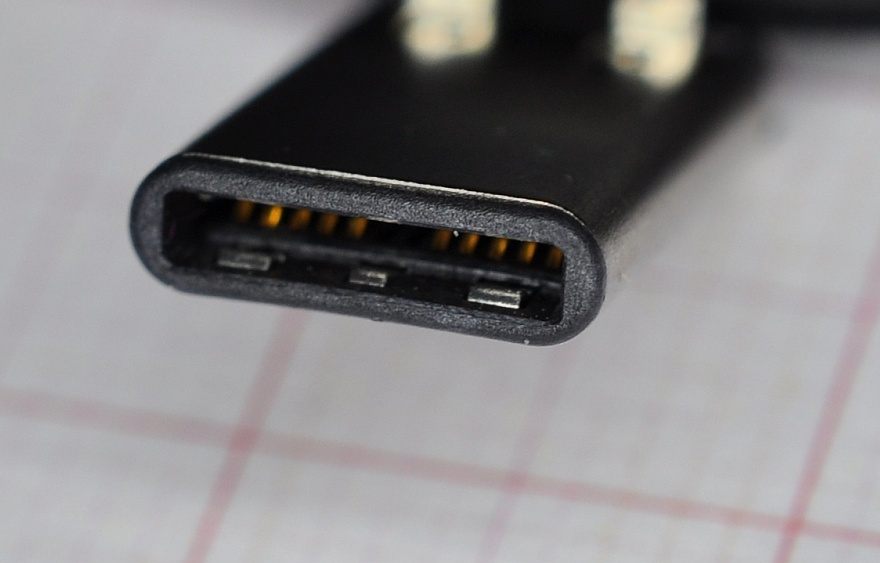
Wtyczka USB-C zgodna z Thunderbolt 3 i 4

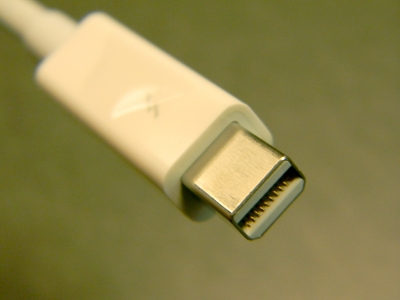
Wtyczka Thunderbolt (wersja 1 i 2)

Thunderbolt charakteryzuje się poniższymi cechami:
- prędkość 10 Gb/s, 20 Gb/s dla Thunderbolt 2, 40 Gb/s dla Thunderbolt 3 i 4[13] [przez kabel światłowodowy do 100 Gb/s] (na odległość do 100 metrów),
- równoczesne połączenie z wieloma urządzeniami,
- wiele protokołów,
- równoczesny transfer w obydwie strony,
- implementacja quality of service.

## Obsługa protokołów
- DisplayPort 1.2 – do jednego gniazda można podpiąć nawet 2 monitory 4K z częstotliwością odświeżania 60 Hz;
- HDMI 2.0 – obsługa przesyłu sygnału video w rozdzielczości 4K przy 60 klatkach na sekundę;
- PCIe 3.0 – prędkość rzędu 40 Gbit/s umożliwia podłączenie np. zewnętrznej karty graficznej.